# Червона Ніва
Червона Ніва (пол. Czerwona Niwa) — село в Польщі, у гміні Віскітки Жирардовського повіту Мазовецького воєводства.
Населення — 137 осіб (2011).
У 1975-1998 роках село належало до Скерневицького воєводства.

## Демографія
Демографічна структура станом на 31 березня 2011 року:
|          | Загалом | Допрацездатний вік | Працездатний вік | Постпрацездатний вік |
| -------- | ------- | ------------------ | ---------------- | -------------------- |
| Чоловіки | 68      | 20                 | 38               | 10                   |
| Жінки    | 69      | 16                 | 35               | 18                   |
| Разом    | 137     | 36                 | 73               | 28                   |